# Barysių aerodromas
Barysių aerodromas är en flygplats i Litauen.   Den ligger i länet Šiauliai län, i den centrala delen av landet, 190 km nordväst om huvudstaden Vilnius. Barysių aerodromas ligger 77 meter över havet.
Terrängen runt Barysių aerodromas är mycket platt. Runt Barysių aerodromas är det ganska glesbefolkat, med 23 invånare per kvadratkilometer. Närmaste större samhälle är Joniškis, 19,2 km norr om Barysių aerodromas. Trakten runt Barysių aerodromas består till största delen av jordbruksmark.